# Жаммарон, Альберто
Альберто Жаммарон (Alberto Jammaron; 1915—2016) — итальянский лыжник, призёр чемпионата мира, чемпион Италии.
На чемпионате мира 1939 года в Закопане в команде вместе с Аристидом Компаньони, Северино Компаньони, и Гоффредо Бауром завоевал бронзовую медаль в эстафетной гонке. Также завоевал бронзу на чемпионате мира 1941 года, но результаты этого чемпионата были впоследствии аннулированы. Других значимых достижений на международной арене не имеет, в Олимпийских играх никогда не участвовал.